# Typhonium trilobatum
Typhonium trilobatum är en kallaväxtart som först beskrevs av Carl von Linné, och fick sitt nu gällande namn av Heinrich Wilhelm Schott. Typhonium trilobatum ingår i släktet Typhonium och familjen kallaväxter. Inga underarter finns listade.